# Okres Martin
Der Okres Martin ist eine Verwaltungseinheit in der Mittelslowakei mit 92.817 Einwohnern (31. Dezember 2024) und einer Fläche von 736 km².
Historisch gesehen liegt der Bezirk vollständig im ehemaligen Komitat Turz (siehe auch Liste der historischen Komitate Ungarns).

## Bevölkerung
| Jahr                | 1994   | 2004    | 2014    | 2024    |
| ------------------- | ------ | ------- | ------- | ------- |
| Anzahl der Personen | 97.600 | 97.671  | 96.887  | 92.817  |
| Unterschied         |        | +0,07 % | −0,80 % | −4,20 % |

| Jahr                | 2023   | 2024    |
| ------------------- | ------ | ------- |
| Anzahl der Personen | 93.041 | 92.817  |
| Unterschied         |        | −0,24 % |

## Städte
- Martin (Sankt Martin)
- Turany
- Vrútky (Ruttek)

## Gemeinden
| - Belá-Dulice - Benice - Blatnica - Bystrička - Diaková - Dolný Kalník - Dražkovce (Andreas-Josef) - Ďanová - Folkušová - Horný Kalník - Karlová - Kláštor pod Znievom (Kloster) - Košťany nad Turcom - Krpeľany | - Laskár - Ležiachov - Lipovec - Necpaly - Nolčovo - Podhradie - Príbovce (Pribotz) - Rakovo - Ratkovo - Sklabiňa - Sklabinský Podzámok - Slovany (Sloben) - Socovce - Sučany | - Šútovo - Trebostovo - Trnovo - Turčianska Štiavnička - Turčianske Jaseno - Turčianske Kľačany - Turčiansky Ďur (Sankt Georg) - Turčiansky Peter - Valča - Vrícko (Münnichwies) - Záborie - Žabokreky |

Das Bezirksamt ist in Martin.

## Kultur
In dem Artikel Denkmalgeschützte Objekte im Okres Martin findet man Informationen über die vom slowakischen Denkmalamt geschützten Objekte im Okres.